# Nguyễn Sinh Sắc
Nguyễn Sinh Sắc (chữ Nho: 阮生色, còn gọi là Nguyễn Sinh Huy (阮生輝); sách báo thường gọi bằng tên cụ Phó bảng; cụ Sắc, 1862 – 27 tháng 11, 1929) là cha ruột của Chủ tịch nước Việt Nam đầu tiên – Hồ Chí Minh.

## Gia đình và sự nghiệp

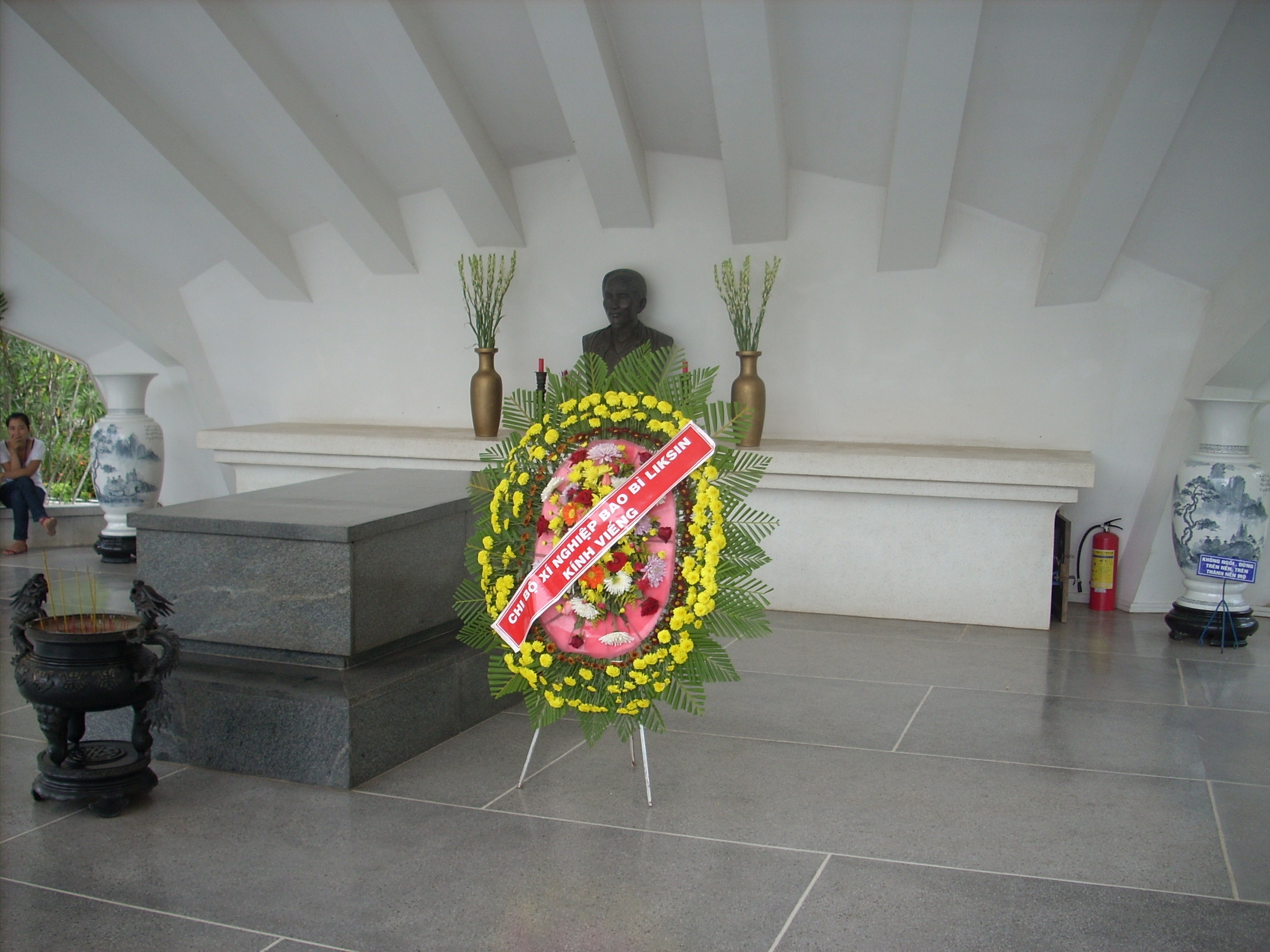
Mộ Nguyễn Sinh Sắc tại Đồng Tháp.

Nguyễn Sinh Sắc là con của ông Nguyễn Sinh Nhậm (người Thanh Chương, Nghệ An) và bà Hà Thị Hy làm nghề hát rong. Theo gia phả dòng họ Hà thì Ông tổ của Nguyễn Sinh Nhậm là Nguyễn Bá Phổ ở làng Kim Liên (làng Sen, Nam Đàn, Nghệ An), đến thế hệ thứ tư thì ông tộc trưởng Nguyễn Bá Dân xin đổi chữ lót họ mình thành Nguyễn Sinh. Dòng họ này về sau có người đỗ đạt, thành danh. Đến thế hệ thứ 9 chia thành nhiều nhánh, có người đến Mậu Tài cùng huyện. Ông Nguyễn Sinh Nhậm (tức Nguyễn Sinh Vượng) sinh trưởng trong gia đình khá giả ở làng Sen, được học hành, lớn lên lấy vợ, sinh ra Nguyễn Sinh Trợ (tức Thuyết); chẳng bao lâu vợ mất. Tự mình nuôi con trưởng thành, ông Nhậm lấy vợ lẽ là bà Hà Thị Hy. Năm Nhâm Tuất 1862 (có tài liệu là 1863), bà Hy sinh ra Nguyễn Sinh Sắc.
Một năm sau khi sinh, ông Nhậm mất. Ít lâu sau, bà Hà Thị Hy cũng qua đời, Nguyễn Sinh Sắc về ở với gia đình anh trai là ông Nguyễn Sinh Thuyết.
Ông được nhà nho Hoàng Xuân Đường nhận làm con nuôi và cho học hành tử tế cũng như gả con gái đầu của mình là Hoàng Thị Loan, một trong hai con gái làm vợ (cô kia là Hoàng Thị An). Lúc này ông 18 tuổi còn bà Loan 13 tuổi.
Năm 1891, ông vào Vinh thi tú tài nhưng không đỗ. Năm 1894, ông tham dự kỳ thi Hương và đỗ cử nhân tại trường thi Nghệ An. Năm sau (1895), ông Sắc vào Huế thi hội bị hỏng, đã xin đi làm hành tẩu bộ Hộ. Ba năm sau, ông hỏng kỳ thi hội một lần nữa vào năm 1898.
Nhờ sự vận động của ông Hồ Sĩ Tạo, với các quan lại đồng liêu quen biết ở triều đình Huế, Nguyễn Sinh Sắc được nhận vào học Quốc Tử Giám ở Huế. Nguyễn Sinh Sắc, đổi tên là Nguyễn Sinh Huy, đem vợ và hai con trai vào Huế và đi học Quốc Tử Giám. Trước khi dự kỳ thi hội năm 1901, với tư cách là một quan chức của triều đình Huế, ông còn tham dự Hội đồng giám khảo chấm thi kỳ thi hương tại Bình Định năm 1897 và Thanh Hóa năm 1900.
Ngày 22 tháng 12 năm Canh Tý (10 tháng 2 năm 1901) bà Hoàng Thị Loan ốm mất ở Huế, sau khi sinh đứa con trai út (đứa con trai này ít ngày sau cũng chết). Ông đem hai con trai về làng Chùa gửi mẹ vợ chăm sóc giùm rồi trở vào Kinh thi Hội. Khoa Tân Sửu (1901) này, ông đậu Phó bảng.
Ông làm thừa biện bộ Lễ từ 1902 đến 1909. Tháng 5 năm 1907, ông bị đổi đi Tri huyện Bình Khê (xã Tây Giang, huyện Tây Sơn, tỉnh Bình Định). Trong một lần truyền đánh đòn những người chống việc nộp thuế và sau này có một trong số họ qua đời, ông bị kiện lên cấp trên, vụ việc sau đó đến tai nhà vua Duy Tân. Vì vậy ngày 19 tháng 5 năm 1910, ông bị đưa về kinh xét xử vì sự việc này. Dù biện hộ rằng không phải vì trận đòn của ông mà người kia chết, ông vẫn bị triều đình nhà Nguyễn ra sắc chỉ ngày 17 tháng 9 năm 1910 phạt đánh 100 trượng. Nhờ có Thượng thư Hồ Đắc Trung, các ông Cao Xuân Dục và Đào Tấn cùng dập đầu xin vua, hình phạt này được chuyển đổi thành hạ bốn cấp quan và sa thải.
Ngày 26 tháng 2 năm 1911, Nguyễn Sinh Sắc xuống tàu từ Đà Nẵng vào Sài Gòn, cùng Nguyễn Tất Thành xuống Mỹ Tho gặp Phan Châu Trinh (một người bạn của ông đang hoạt động cách mạng, cũng là người có nhiều quan điểm giống ông), lúc này Phan Châu Trinh đang chuẩn bị sang Pháp. Ông ở lại Sài Gòn một thời gian, dạy chữ Nho cho nhà báo Diệp Văn Kỳ, rồi đi Lộc Ninh làm giám thị đồn điền. Ông sống lang thang ở miền Nam bằng nghề đông y, và nghề viết liễn đối cho dân chúng. Ông giúp nhiều chùa ở Nam Bộ dịch, chú giải kinh Phật, góp nhiều ý kiến cho phong trào Chấn hưng Phật giáo do các hoà thượng Khánh Hoà khởi xướng. Ông cũng có quan hệ với nhiều tổ chức Việt Nam Thanh niên Cách mạng Đồng chí hội ở đồng bằng sông Cửu Long.
Gần cuối đời, ông đến định cư tại làng Hội Hòa An, Sa Đéc. Ông từ trần ngày 27 tháng 11 năm 1929. Phần mộ của ông hiện nằm ở 123/1 đường Phạm Hữu Lầu, phường 4, thành phố Cao Lãnh, tỉnh Đồng Tháp.

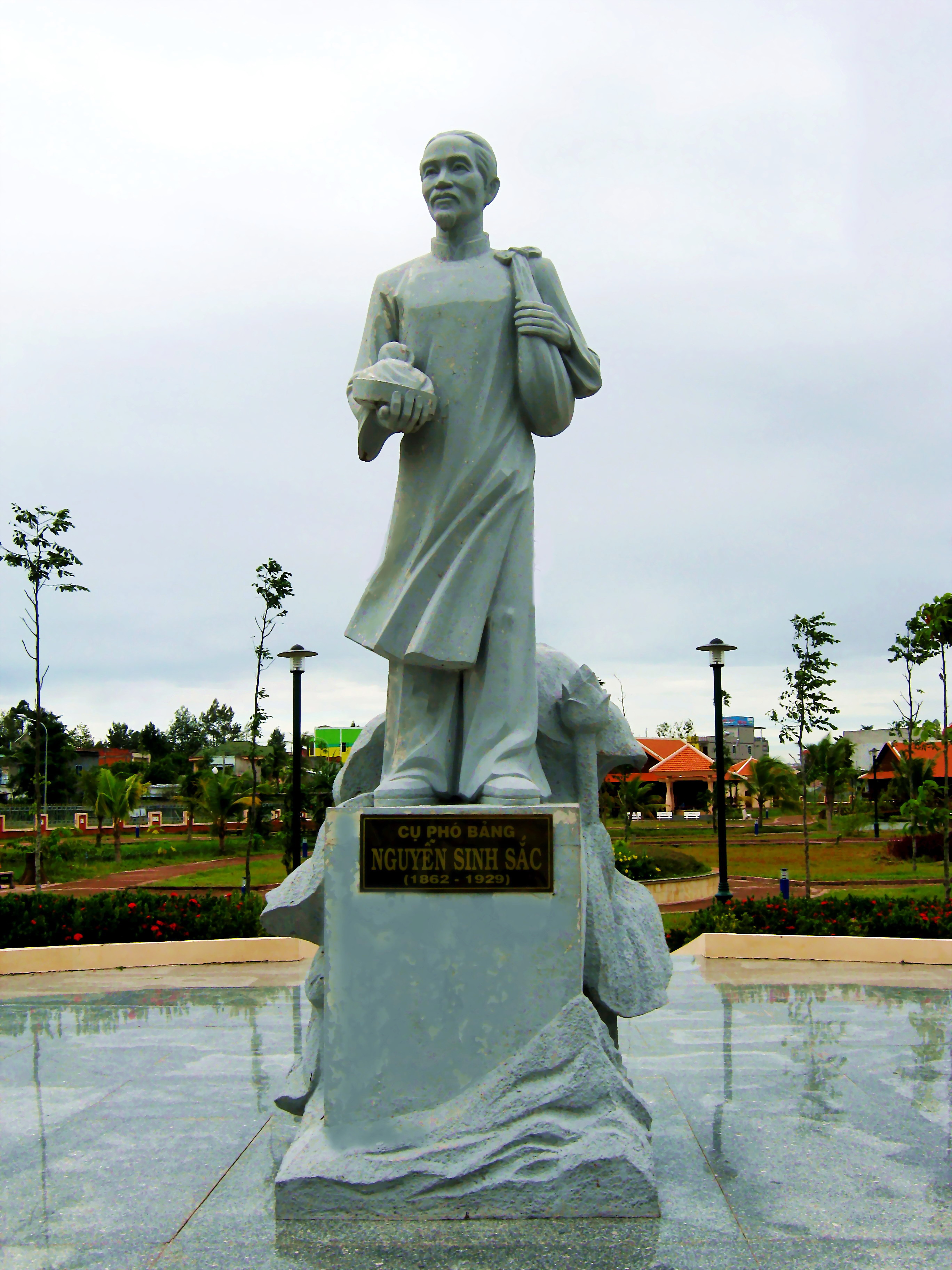
Tượng Nguyễn Sinh Sắc trong khu lăng mộ ông ở thành phố Cao Lãnh

Ông có 4 người con, 3 người con trai và 1 người con gái. Người con trai thứ 4 tên là Nguyễn Sinh Nhuận, thường gọi là Xin, mất sớm không lâu sau khi bà Hoàng Thị Loan qua đời. Con gái đầu là Nguyễn Thị Thanh, còn gọi là O (cô) Chiêu Thanh, con trai giữa là Nguyễn Sinh Khiêm, thường gọi là Cả Khiêm. Người con trai thứ ba của ông là Nguyễn Sinh Cung tức Chủ tịch Hồ Chí Minh.
Hai người con là bà Nguyễn Thị Thanh và Hồ Chí Minh đều không có con, ông Khiêm có ba người con nhưng đều mất sớm.

## Khu di tích
Khu di tích Nguyễn Sinh Sắc thuộc phường 4, thành phố Cao Lãnh. Với diện tích 10 ha, khu di tích gồm có: khu mộ Nguyễn Sinh Sắc (gồm phần mộ chính và hồ sen, đài sen); nhà trưng bày giới thiệu về thân thế và cuộc đời của ông; nhà sàn Bác Hồ (được xây dựng giống như ngôi nhà của Chủ tịch Hồ Chí Minh ở Hà Nội với tỉ lệ 1:1), v.v...
Hằng năm, lượng người từ khắp nơi kéo về nơi đây để tham quan và tìm hiểu lịch sử ngày càng tăng, làm cho nơi đây trở thành một di tích lịch sử quan trọng và nổi tiếng của tỉnh Đồng Tháp.
Di tích Huyện đường Bình Khê (nay thuộc xã Tây Giang, huyện Tây Sơn, tỉnh Bình Định) được xếp hạng năm 2000. Đầu năm 2014, UBND tỉnh Bình Định tổ chức lễ khởi công xây dựng Khu tưởng niệm Cụ Nguyễn Sinh Sắc tại di tích Huyện đường Bình Khê.

## Thư viện ảnh

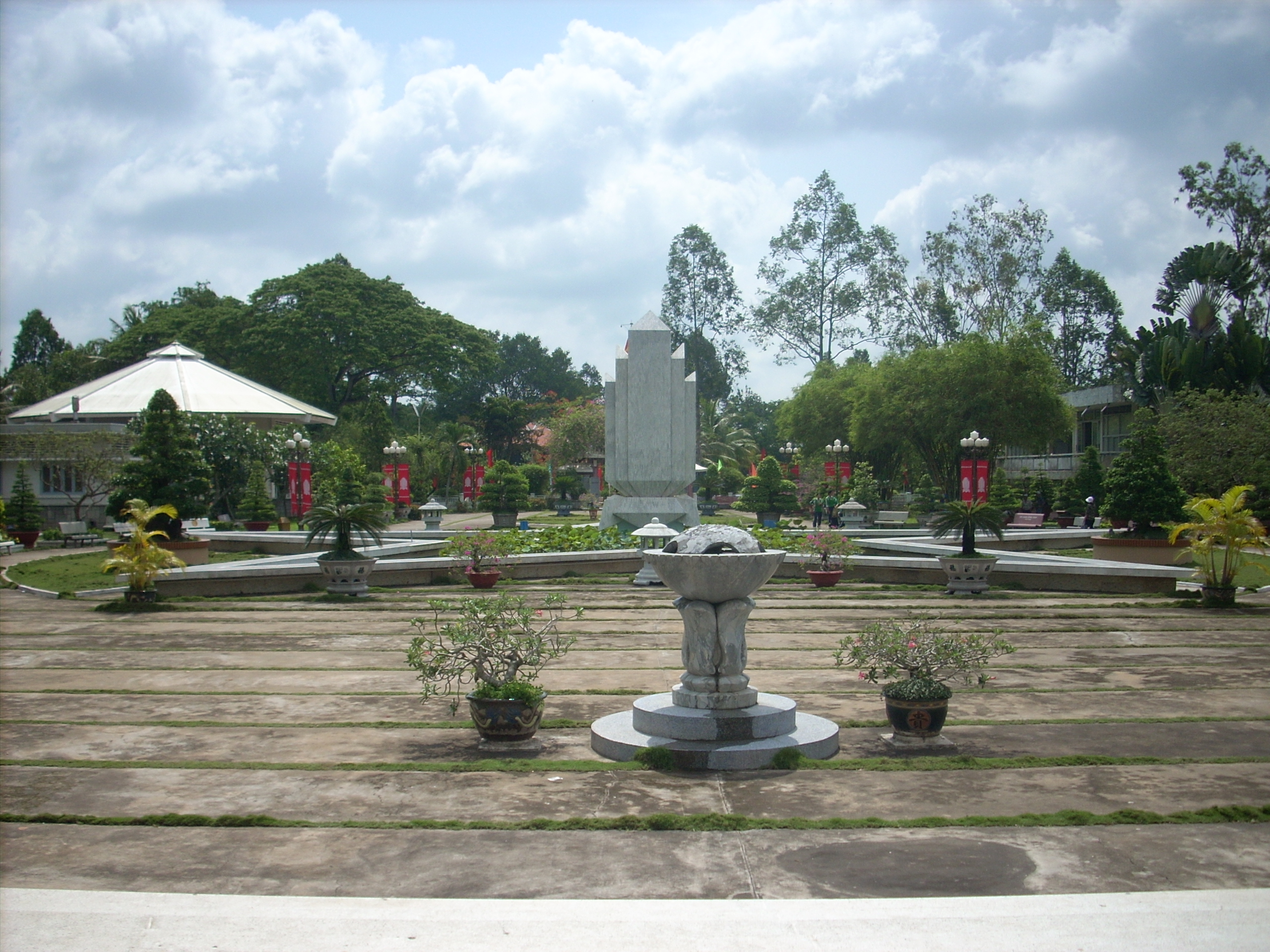
Toàn cảnh khu lăng Nguyễn Sinh Sắc
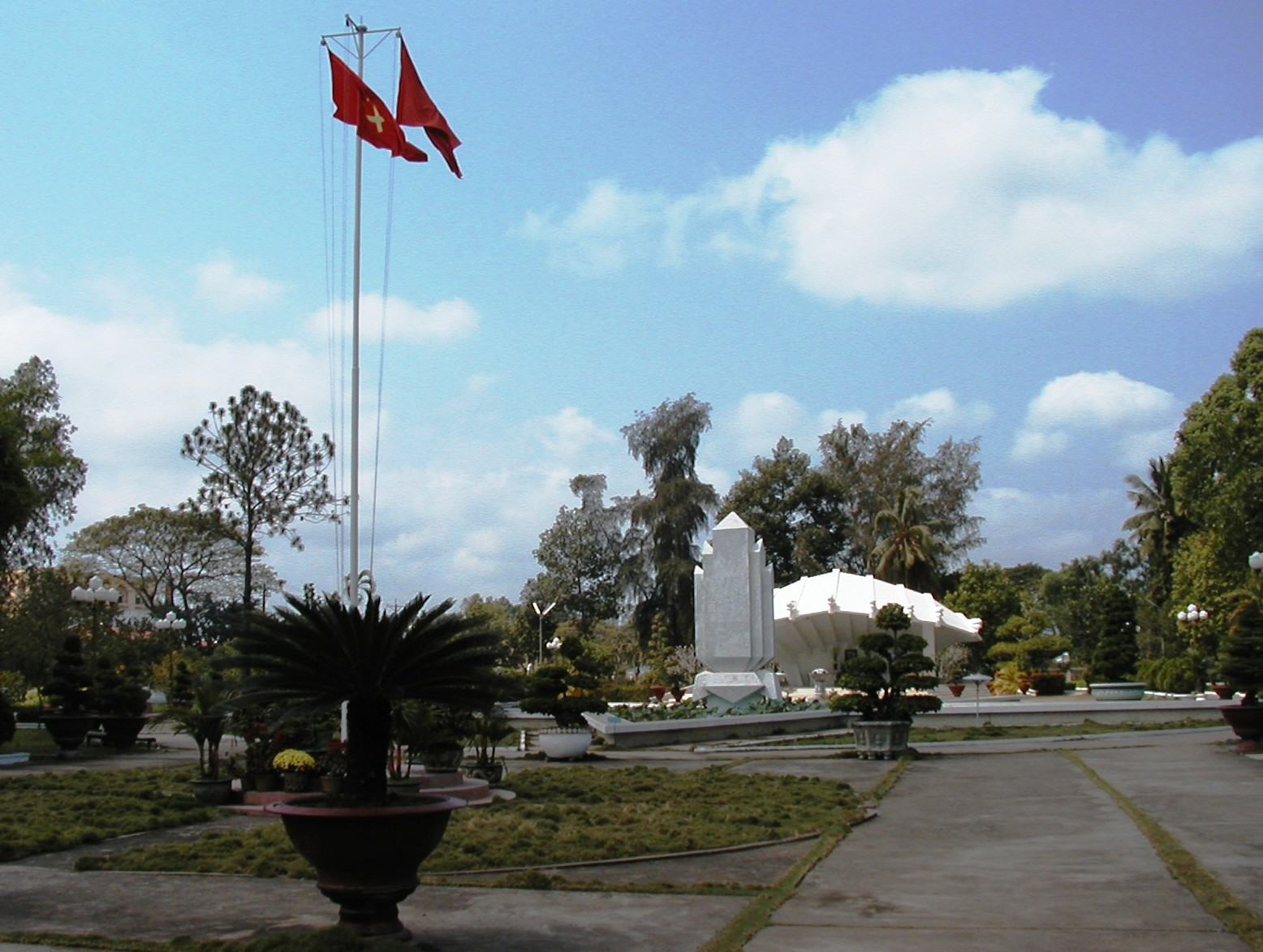
Bên trong khu lăng mộ Nguyễn Sinh Sắc
Mộ Nguyễn Sinh Sắc
Nhà sàn Bác Hồ trong khu lăng Nguyễn Sinh Sắc
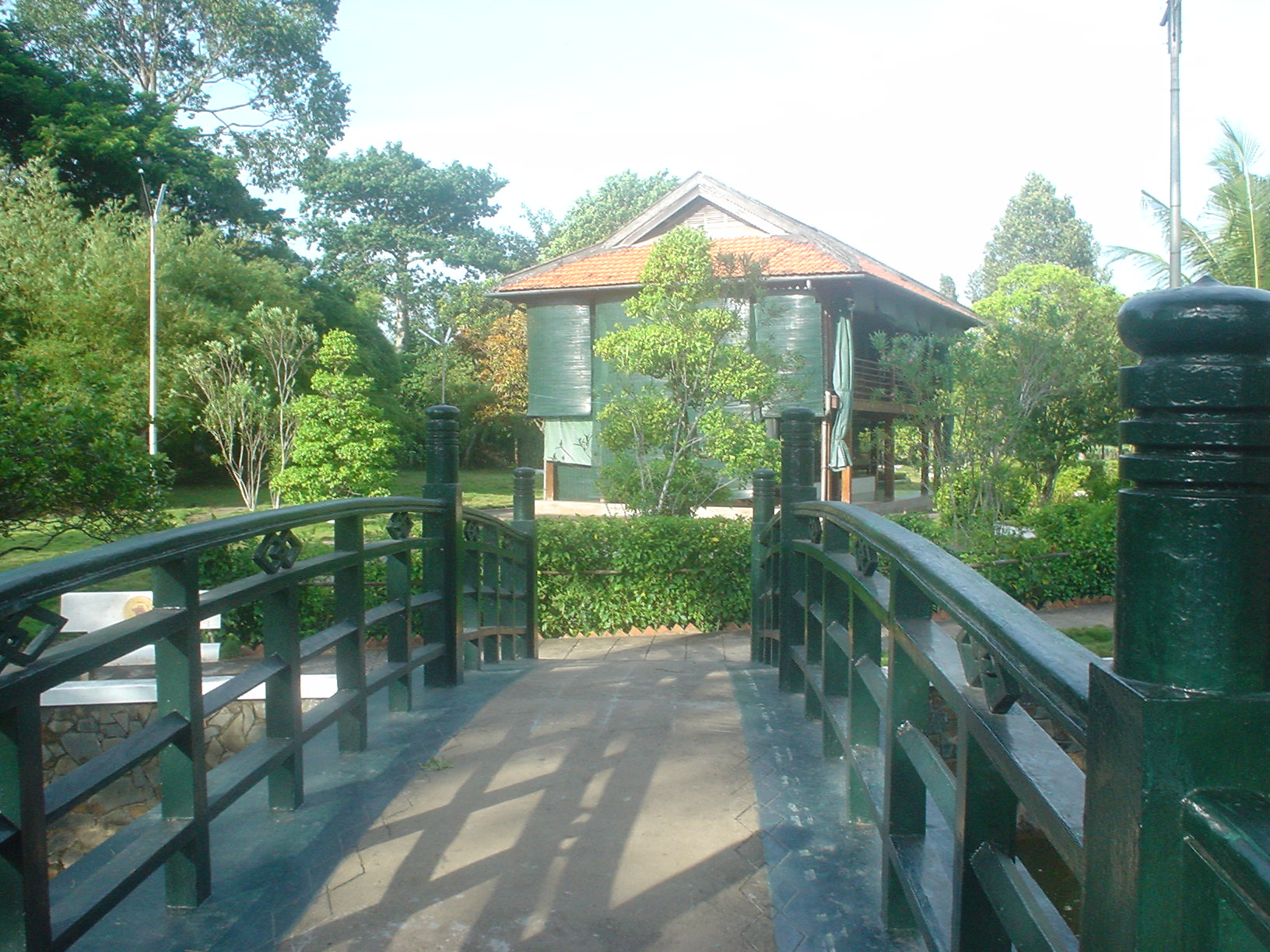
Nhà sàn Bác Hồ trong khu lăng Nguyễn Sinh Sắc